# 장프랑수아 질레
장프랑수아 질레(프랑스어: Jean-François Gillet, 1979년 5월 31일~)는 벨기에의 축구 선수이며, 포지션은 골키퍼이다. 스탕다르 리에주에서 프로 데뷔 후, 여러 팀을 거쳐 2015년 10월 4일 카타니아와 2년 계약을 맺었고, 메헬렌 임대 후 데뷔 팀인 스탕다르 리에주로 돌아와 은퇴하였다.